# La Villeneuve (Saona i Loira)
La Villeneuve és un municipi delegat francès, situat al departament de Saona i Loira i a la regió de Borgonya - Franc Comtat. L'any 2009 tenia 221 habitants.
A partir de l'1 de gener de 2015, La Villeneuve es fusiona amb Clux i conformen el municipi nou Clux-Villeneuve.

## Demografia
| A partir de 1990: Població sense dobles comptes |